# غابريل مارسيل
غابريل مارسيل (بالفرنسية: Gabriel Marcel)‏ (7 ديسمبر 1889 – 8 أكتوبر 1973)، الفيلسوف الفرنسي، والكاتب المسرحي، والناقد الموسيقى، وقائد الوجودية المسيحية. ألف أكثر من اثني عشر كتاباً وثلاثين مسرحية على الأقل، ركزت أعمال مارسيل على نضال الفرد في المجتمع من الناحية الإنسانية. وعلى الرغم من أنه يعتبر في كثير من الأحيان الوجودي الفرنسي الأول، إلا أنه انفصل عن شخصيات مثل جان بول سارتر، ويفضل مصطلح «فلسفة الوجود» أو «السقراطية الجديدة» لتحديد فكره. «سر الكينونة» هو عمل معروف مكون من مجلدين من تأليف مارسيل.

## النشأة وتعليمه
ولد مارسيل ومات في باريس. توفيت والدته لور ماير، التي كانت يهودية عندما كان صغيراً، وترعرع من قبل عمته وأبيه، هنري مارسيل. عندما كان في الثامنة من عمره انتقل لمدة سنة مع والده الذي كان الوزير المفوض.
أكمل مارسيل أطروحته  (diplôme d'études supérieures، وهو ما يعادل تقريباً أطروحة ماجستير الآداب) وحصل على درجة عالية في الفلسفة من السوربون في عام 1910، في سن مبكرة وهي في العشرين من عمره. خلال الحرب العالمية الأولى، شغل منصب رئيس دائرة الإعلام، كلفه الصليب الأحمر لنقل أخبار الجنود المصابين إلى أسرهم. كان يدرس في المدارس الثانوية، وكان ناقداً درامياً لمختلف المجلات الأدبية، وعمل محرراً لدار النشر الفرنسية الكاثوليكية الرئيسية.
كان مارسيل ابن لأب ملحد، وكان نفسه ملحداً حتى تحول إلى الكاثوليكية في عام 1929. كان مارسيل يعارض معاداة السامية وأيد تمكين غير الكاثوليكيين.

## الموضوعات الوجودية
كثيراً ما يصنف مارسيل على أنه واحد من أقدم الوجوديين، على الرغم من أنه رفض وضعه في نفس فئة جان بول سارتر؛ حيث جاء مارسيل ليفضل تسمية «سقراط الجديد» (ربما بسبب سورين كيركغور، والد الوجودية المسيحية، الذي كان مفكراً سقراطياً). وفي حين اعترف مارسيل بأن التفاعل البشري غالباً ما ينطوي على توصيف موضوعي «للآخر»، فإنه لا يزال يؤكد إمكانية «الشراكة» - وهي حالة يمكن لكل من الأفراد أن يدركوا فيها الذاتية لبعضهم البعض.
في «الخلفية الوجودية لكرامة الإنسان»، يشير مارسيل إلى مسرحية كان قد كتبها في عام 1913 بعنوان «قصر الرمال»، من أجل تقديم مثال على شخص لم يتمكن من التعامل مع الآخرين.
روجر مويرانز، الشخصية المركزية في المسرحية، السياسي الذي يكرس حياته للدفاع عن حقوق الكاثوليكية ضد الفكر الحر. وقد وضع نفسه كبطل للنظام الملكي التقليدي وحقق نجاحاً كبيراً في مجلس المدينة حيث هاجم العلمانية في المدارس العامة. ومن الطبيعي أن يكون معارضاً لطلاق ابنته تيريز، التي تريد أن تترك زوجها الغير مخلص وتبدأ حياتها من جديد. بهذه الحالة أثبت لنفسه أنه بلا قلب تقريباً؛ فكل حبه ورحتمه تتوجه إلى ابنته الثانية، كلاريس، والتي يجعلها وجودية مثله. ولكن كلاريس تخبره أنها قررت أن تضع الحجاب وتصبح كارمليت في الدير. موريانز يشعر بالفزع من فكرة أن هذا المخلوق، الجميل، الذكي، والمليء بالحياة، قد يذهب ويدفن نفسه في الدير ويقرر أن يبذل قصارى جهده لجعلها تتخلى عن نيتها...

وهناك موضوع رئيسي آخر مرتبط بمارسيل، وهو النضال من أجل حماية ذاتية الفرد من الإبادة من خلال المادية الحديثة، والتكنولوجيا. وقال مارسيل أن الأنانية العلمية تحل محل «الغموض» لكونه سيناريو كاذب للحياة البشرية يتكون من «مشاكل» تقنية و «حلول». بالنسبة لمارسيل، فإنه لا يمكن أن يكون الوجود البشري موجوداً في العالم التكنولوجي، ولكن يحل محله جسم بشري.

## تأثيره
لسنوات عديدة، استضاف مارسيل مجموعة مناقشة الفلسفة الأسبوعية التي التقى بها وأثر على الفلاسفة الفرنسيين الأصغر سناً مثل جان وهل،
```
وإيمانويل ليفيناس
، 
وجان بول سارتر
. كان مارسيل في حيرة وخيبة أمل لأن سمعته كانت تستند تقريباً إلى أطروحاته الفلسفية وليس على مسرحياته التي كتبها على أمل أن تناشد جمهور أوسع.
```

### الأعمال الرئيسية
كتبه الرئيسية هي  اليوميات الميتافيزيقية  (1927)، والكينونة والتملك(1933)، والإنسان العابر(1945)، وسر الكينونة  (1951)، و  عدو التقاليد "(1955). وقدم محاضرات وليام جيمس في هارفارد في 1961-1962، والتي نشرت لاحقاً ككتاب "الخلفية الوجودية لكرامة الإنسان".

## روابط خارجية
- غابريل مارسيل على موقع IMDb (الإنجليزية)
- غابريل مارسيل على موقع الموسوعة البريطانية (الإنجليزية)
- غابريل مارسيل على موقع مونزينجر (الألمانية)
- غابريل مارسيل على موقع ميوزك برينز (الإنجليزية)
- غابريل مارسيل على موقع إن إن دي بي (الإنجليزية)